# Bolitoglossa alberchi
Bolitoglossa alberchi är en groddjursart som beskrevs av García-París, Parra-Olea, Brame och David Burton Wake 2002. Bolitoglossa alberchi ingår i släktet Bolitoglossa och familjen lunglösa salamandrar. IUCN kategoriserar arten globalt som livskraftig. Inga underarter finns listade.